# Giovanni David
Giovanni David, o Davide (Napoli, 15 settembre 1790 – San Pietroburgo, 1864), è stato un tenore italiano, particolarmente famoso per i suoi ruoli nelle opere di Rossini.

## Biografia
Figlio di Giacomo, studiò sotto la guida del padre ed esordì al suo fianco, a Siena, nel 1808, nell'Adelaide di Guesclino di Giovanni Simone Mayr, e si esibì successivamente al Teatro Imperiale (ex Regio) di Torino e alla Scala di Milano, dove ebbe il suo primo incontro con Rossini, creando, nel 1814, il ruolo di Narciso nella prima rappresentazione de Il turco in Italia. Scritturato successivamente da Domenico Barbaja per i Regi Teatri di Napoli, egli rimase in tale città fino al 1822, diventando uno dei cantanti preferiti da Rossini, il quale lo fece partecipare a molte delle sue produzioni (nelle opere Otello, Ricciardo e Zoraide, Ermione, La donna del lago, Zelmira e nella cantata Le nozze di Teti e di Peleo del 1816).

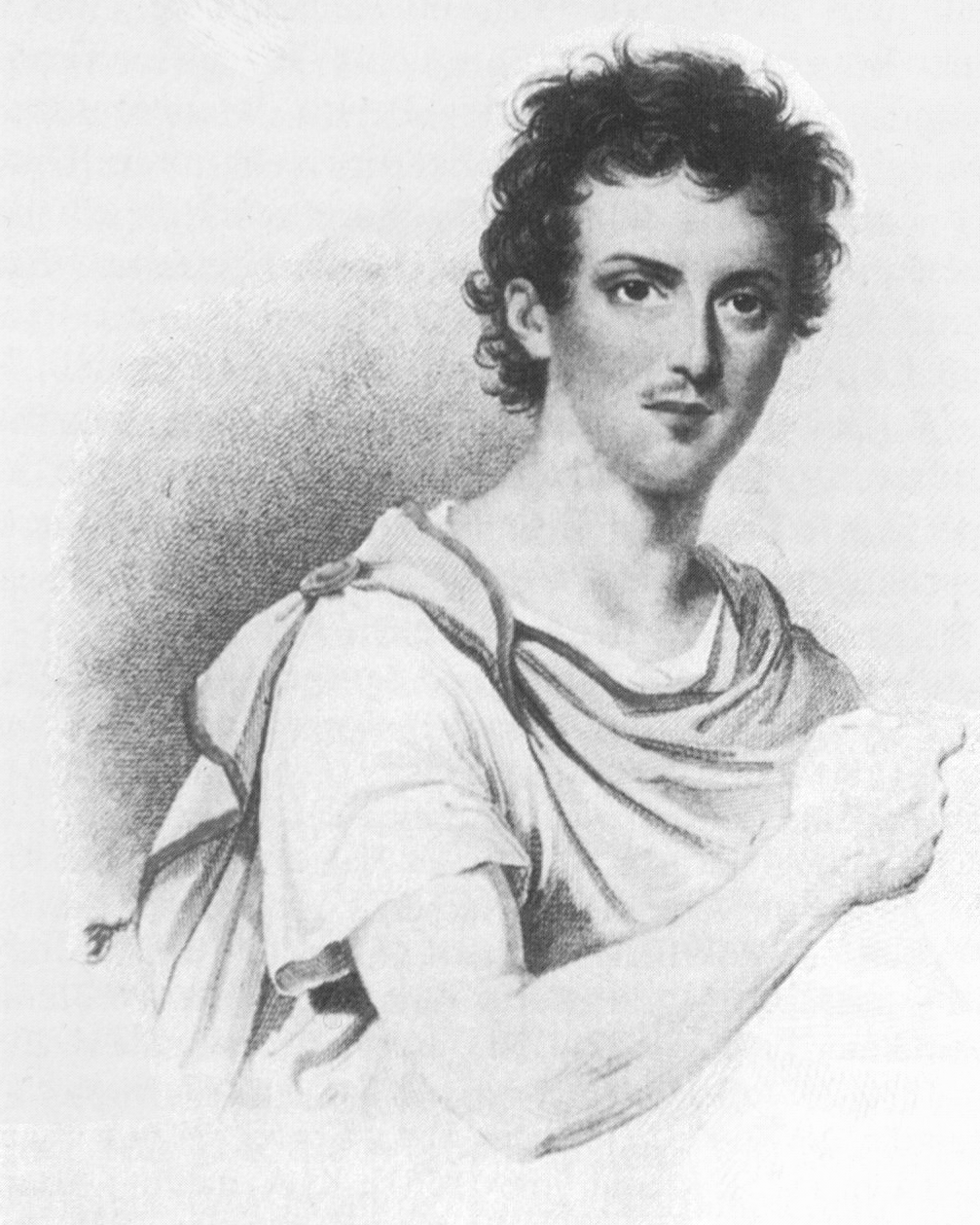
Giovanni David nei panni di Ilo dalla Zelmira di Rossini (Vienna, 1822)

A Napoli David si esibì anche in opere di altri compositori contemporanei come Mayr, Paër e Carafa, oltre che in riprese di precedenti lavori rossiniani (La gazza ladra, Matilde di Shabran). Fu quindi a Vienna, Roma, di nuovo a Napoli per tre anni estendendo il suo repertorio a Mercadante, e poi a Milano, dove abbe alterne fortune, per l'iniziale declino della voce, ma raggiunse comunque il successo soprattutto nella prima rappresentazione de Gli arabi nelle Gallie di Giovanni Pacini (1826 - Agobar).
Egli creò inoltre i ruoli di Fernando nell'edizione ampiamente rimaneggiata, per il Teatro Carlo Felice di Genova, della Bianca e Fernando di Bellini nel 1828, e di Leicester nell'Elisabetta al castello di Kenilworth di Donizetti nel 1829. Il suo assetto vocale dava però, oramai, segni preoccupanti di logoramento e la sua carriera successiva, a Londra, Parigi, di nuovo a Napoli, oltre che in teatri minori, fu costellata di successi, ma anche, sempre più, di battute d'arresto.
Nel 1840 aprì una scuola di canto a Napoli, per trasferirsi quindi, dopo alcuni anni e una permanenza a Vienna, definitivamente a Pietroburgo dove fu direttore di scena all'Opera Italiana e dove si spense nel 1864.

## Caratteristiche artistiche
Giovanni David rappresenta il prototipo del tenore contraltino rossiniano, acutissimo, brillante e acrobata, ma in grado di affrontare anche melodie elegiache, come nell'aria "Ah, come mai non senti ..." dell'Otello. La sua estensione era estremamente ampia, arrivando sicuramente al fa4, ma essendo in grado, secondo alcuni, di raggiungere perfino il la nella stessa ottava (note che comunque, a partire dal la3, egli eseguiva, come d'uso nel suo tempo, in falsettone o anche addirittura in falsetto, provocando talvolta l'insofferenza del pubblico). Capace di mirabolanti spericolatezze vocali, David fu un inesauribile improvvisatore in grado di "scegliere passaggi e fiorettature [sempre] in carattere con il brano cantato e con il momento scenico" e di "eseguirli con espressione adeguata". Egli non possedeva invece, nemmeno nella fase più fulgida della sua carriera, la pienezza di voce e l'omogeneità del suono che avevano caratterizzato suo padre. Non solo, ma aveva anche forse problemi di volume se, come ebbe modo di notare il suo grande ammiratore Stendhal, cantare in un teatro grande come il San Carlo sembrava tendere ad affaticarlo. David rappresentò quindi, per un verso, il progenitore dei moderni tenori di grazia, per l'altro, l'antesignano del tenore contraltino romantico che avrebbe trovato in Giovanni Battista Rubini il suo campione: il Fernando di Vincenzo Bellini di Genova del 1828 rappresenta proprio, si potrebbe dire, il momento visibile di passaggio tra le due tipologie vocali.
Fatto oggetto ai suoi tempi di grandi entusiasmi, ma anche di critiche e insoddisfazioni, David resta pur tuttavia insuperato per le sue capacità virtuosistiche e per il suo possesso di una coloratura assolutamente impeccabile e mirabolante, che ha reso per decenni le parti scritte per lui da Rossini quasi impossibili da eseguire per i tenori moderni, almeno fino all'avvento della nuova leva belcantista a partire dall'ultimo quarto del XX secolo.

## Ruoli creati

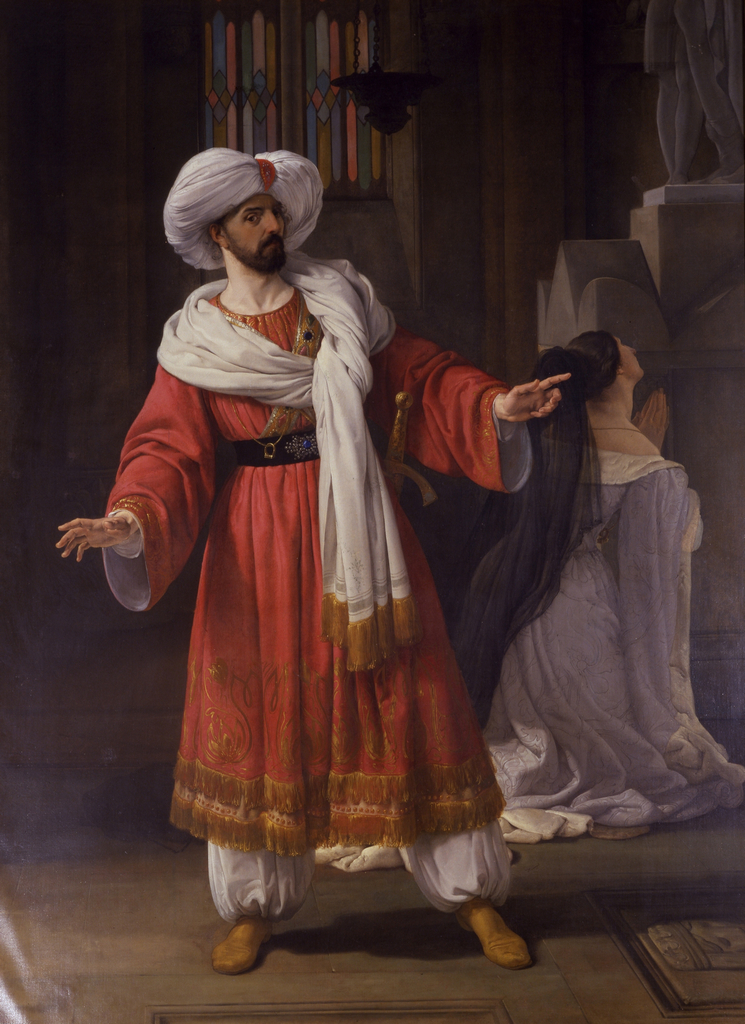
Giovanni David nei panni di Agobar da Gli arabi nelle Gallie di Pacini
(olio su tela di Francesco Hayez)

- Don Narciso ne Il turco in Italia di Rossini (14 agosto 1814, Milano)
- Raoul in Gabriella di Vergy di Carafa (3 luglio 1816, Napoli)
- Rodrigo in Otello di Rossini (4 dicembre 1816, Napoli)
- Mercurio ne Il sogno di Partenope di Mayr (12 gennaio 1817, Napoli)
- Mennone in Mennone e Zemira di Mayr (22 marzo 1817, Napoli)
- Tolomeo in Berenice in Siria di Carafa (29 luglio 1818, Napoli)
- Ricciardo in Ricciardo e Zoraide di Rossini (3 dicembre 1818, Napoli)
- Oreste in Ermione di Rossini (27 marzo 1819, Napoli)
- Mercurio in Ulisse nell'isola di Circe di Perrino (23 giugno 1819, Napoli)
- Ilo ne L'apoteosi d'Ercole di Mercadante (19 agosto 1819, Napoli)
- Uberto/Giacomo V ne La donna del lago di Rossini (24 ottobre 1819, Napoli)
- Ilo in Zelmira di Rossini (16 febbraio 1822, Napoli)
- Il ruolo del titolo in Eufemio di Messina di Carafa (26 dicembre 1822, Roma)
- Costanzo in Costanzo ed Almeriska di Mercadante (22 novembre 1823, Napoli)
- Timante ne Gl'italici e gl'indiani di Carafa (4 ottobre 1825, Napoli)
- Appio Diomede ne L'ultimo giorno di Pompei di Pacini (19 novembre 1825, Napoli)
- Linceo in Ipermestra di Mercadante (29 dicembre 1825, Napoli)
- Agobar ne Gli arabi nelle Gallie di Pacini (8 marzo 1827, Milano)
- Fernando in Bianca e Fernando (seconda versione) di Bellini (7 aprile 1828, Genova)
- Leicester in Elisabetta al castello di Kenilworth di Donizetti (6 luglio 1829, Napoli)
- Manfredi in Irene, o l'assedio di Messina di Pacini (30 novembre 1833, Napoli)